# Salvador Sánchez (pugile)
Salvador Sánchez Narváez, detto "Chava" (Santiago Tianguistenco, 26 gennaio 1959 – Queretaro, 12 agosto 1982), è stato un pugile messicano, Campione del mondo WBC dei pesi piuma dal 1980 al 1982.

## Biografia
Professionista a soli sedici anni, sale per la prima volta a torso nudo sul ring nel 1975. Vanta una striscia iniziale di 18 incontri tutti vinti, di cui 17 prima del limite. Al 19º match, nel tentativo di conquistare il titolo messicano dei pesi gallo, consegue l'unica sconfitta in carriera da Antonio Becerra per decisione contrastata. Dopo altri due match vittoriosi combatte per la prima volta all'estero, a Los Angeles, ottenendo un pareggio, anche in questo caso per decisione contrastata. Dopo altri 13 match, tutti vinti, ottiene la chance di combattere per il titolo mondiale WBC dei pesi piuma, riconosciuto anche dalla rivista The Ring.  
Salvador Sánchez conquistò il titolo mondiale il 21 giugno 1980  battendo a Phoenix lo statunitense Danny Lopez, per knock-out tecnico al 13º round. Difese il titolo nove volte sconfiggendo, tra gli altri, l'allora imbattuto Ruben Castillo e, nuovamente, Danny Lopez. Il 21 agosto 1981, a Las Vegas, sconfisse Wilfredo Gómez, campione in carica dei pesi supergallo e futuro campione del mondo dei piuma e dei superpiuma. Nello stesso anno fu eletto Fighter of the year (pugile dell'anno) dalla rivista statunitense Ring Magazine.
Il suo ultimo match contro Azumah Nelson dell'11 luglio 1982, vinto per knock-out tecnico al 15º round, è collocato all'83º posto nella lista dei 100 più grandi combattimenti di tutti i tempi, con titolo in palio.
Il 12 agosto 1982, mentre era campione del mondo, Sánchez morì vittima di un grave incidente automobilistico. La sua Porsche bianca si schiantò frontalmente contro un camion mentre stava tentando di superarne un altro.
La International Boxing Hall of Fame lo ha ammesso fra i più grandi pugili di ogni tempo. Nel 1994 e nel 2002 Ring Magazine lo ha collocato rispettivamente al 5º e al 7º posto in una propria classifica dei migliori pesi piuma della storia del pugilato.
Nello stesso 2002 la medesima rivista lo ha inserito al 24º posto in una propria classifica degli 80 migliori pugili degli ultimi 80 anni.